# Herbert Hax
Herbert Hax (* 24. September 1933 in Köln; † 3. Dezember 2005 ebenda) war ein deutscher Wirtschaftswissenschaftler. Er war lange Zeit Mitglied im Sachverständigenrat zur Begutachtung der gesamtwirtschaftlichen Entwicklung und Professor an der Universität zu Köln.

## Leben
Herbert Hax wurde 1933 als Sohn von Karl Hax (1901–1978) geboren. Er wuchs in Trier, Köln und Darmstadt auf, wo sein Vater jeweils als Professor tätig war. Karl Hax war in der Nachkriegszeit ein bekannter Wirtschaftswissenschaftler.
Hax studierte 1953 bis 1957 Betriebswirtschaftslehre an der Technischen Hochschule in Darmstadt, der Johann Wolfgang Goethe-Universität in Frankfurt am Main und der University of Chicago in Chicago. 1957 graduierte er in Frankfurt.
An der Universität zu Köln wurde er 1960 mit der Arbeit „Vertikale Preisbindung in der Markenartikelindustrie“ bei Erich Gutenberg promoviert. Ebenda habilitierte er sich 1964. Er war zunächst Lehrer an der Universität Saarbrücken und der Universität Wien, wurde 1976 Ordinarius für Betriebswirtschaftslehre und Inhaber des Lehrstuhls für Finanzierungslehre an der Universität zu Köln. 1998 wurde Hax emeritiert.
In den Jahren 1982–1998 war Hax als Vorstand des Instituts für Mittelstandsforschung in Bonn tätig. Von 1983 bis zu seinem Tode war Hax als Honorarprofessor sowie von 1999 bis 2001 als Gastprofessor am Lehrstuhl für Controlling an der Universität Wien tätig. Ab 1985 war er Mitglied des Wissenschaftlichen Beirats beim Bundesministerium für Wirtschaft. Hax war Mitglied der Wissenschaftlichen Gesellschaft an der Johann-Wolfgang-Goethe-Universität Frankfurt und Mitglied der Jury des Georg von Holtzbrinck Preises. Darüber hinaus war Hax Mitglied der Academia Scientiarum et Artium Europaea, ordentliches Mitglied der Nordrhein-Westfälischen Akademie der Wissenschaften und der Künste zu Düsseldorf, Mitglied der Österreichischen Akademie der Wissenschaften und Ehrenmitglied des Centre for Financial Research (CFR) Cologne.
Hax war von März 1989 bis Februar 2000 als Nachfolger von Helmut Hesse Mitglied des Sachverständigenrates zur Begutachtung der gesamtwirtschaftlichen Entwicklung und von März 1992 bis Februar 2000 dessen Vorsitzender. Sein Nachfolger als Vorsitzender des Sachverständigenrates wurde Juergen B. Donges (damals ebenfalls Professor an der Uni Köln), als normales Mitglied Bert Rürup.

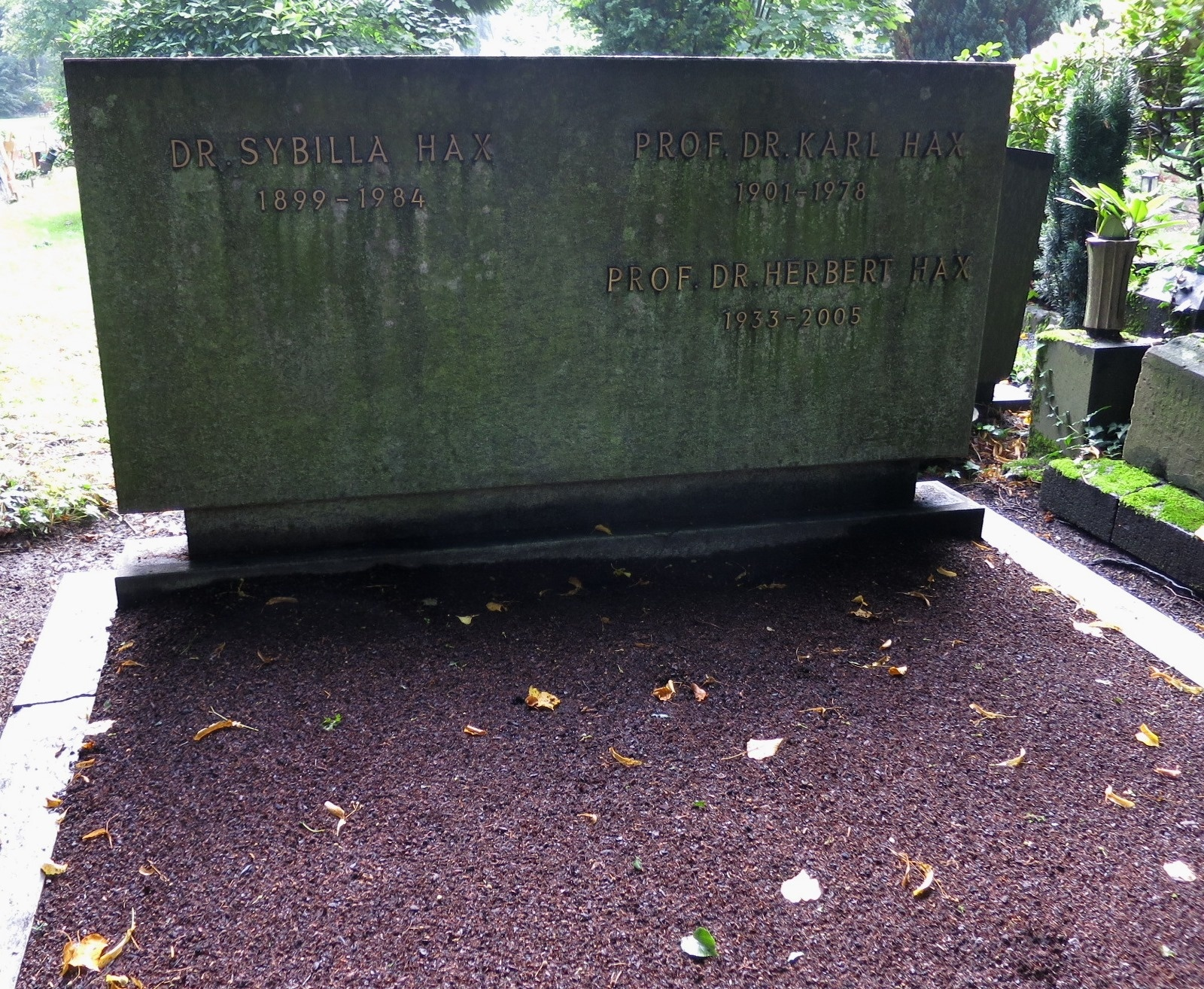
Grab der Familie Hax auf Friedhof Melaten

In seinen Forschungen und zahlreichen Veröffentlichungen beschäftigte sich Hax unter anderem mit Entscheidungstheorie, Organisationstheorie, Kapitalmarkttheorie und Prinzipal-Agent-Theorie. Hax galt als engagierter Verfechter der freien Marktwirtschaft.
Er starb an einer schweren Krankheit, die erst vier Monate vor seinem Tod entdeckt wurde.
Hax wurde im Familiengrab auf dem Kölner Melaten-Friedhof (Lit. O) beigesetzt.

## Auszeichnungen (Auswahl)
- 1990 Ehrendoktorwürde der Fakultät für Wirtschaftswissenschaft der Johann-Wolfgang-Goethe-Universität Frankfurt/Main[5]
- 1999 Hans-Georg Plaut Wissenschaftspreis für seine herausragenden betriebswirtschaftlichen Forschungsarbeiten
- 2002 Ehrendoktorwürde der Wirtschaftswissenschaftlichen Fakultät der Universität Tübingen
- 2004 Bundesverdienstkreuz am Bande

## Zitate
- „Der Sachverständigenrat muss an das erinnern, was ökonomisch geboten ist. Politische Opportunitäten dürfen dabei keine Rolle spielen“ (Hax im Handelsblatt 2000)
- "Wir haben nicht das Problem, dass Unternehmen fünf Millionen Bürger ausbeuten, sondern fünf Millionen Bürger in diesem Land haben das Problem, keinen Ausbeuter zu haben" (Hax im Zusammenhang der "Heuschreckendebatte" der SPD 2004(?))

## Werke (Auswahl)
- Entscheidungsmodelle in der Unternehmung: Einf. in Operations Research, Rowohlt Reinbek 1974, ISBN 3-499-21063-0
- Investitionstheorie, Physica-Verlag Heidelberg 1993, ISBN 3-7908-0323-5 (5. bearb., Aufl. 1995, ISBN 3-7908-0323-5)
- Unternehmen und Unternehmer in der Marktwirtschaft, Vandenhoeck und Ruprecht Göttingen 2005, ISBN 3-525-34033-8